# Zjablikovo
Zjablikovo (Russisch: Зябликово ) is een station aan de Ljoeblinsko-Dmitrovskaja-lijn van de Moskouse metro. Het is genoemd naar het dorp Zjablikovo dat hier vroeger lag en in 1960 door Moskou werd geannexeerd. 

## Geschiedenis
De plannen voor de lijn werden in de jaren 80 van de twintigste eeuw gemaakt tegen de achtergrond van een beschouwing van ingenieur Bordoekov van Gosstroi, het Sovjetbouwbureau, over de knelpunten van het Moskouse concept van een ringlijn gecombineerd met lijnen door de binnenstad dat eind 1984 verscheen. De lijn naar Ljoeblino zou geheel buiten de Koltsevaja-lijn lopen en, gezien de gesignaleerde knelpunten, voor het eerst ook overstapmogelijkheden buiten de Koltsevaja-lijn krijgen. Het zuidelijke eindpunt, tevens overstappunt voor de Zamoskvoretskaja-lijn, zou komen bij Krasnogvardejskaja op de rechteroever van de Moskva. De bouw van de drie stations op de rechteroever van de Moskva begon in 1993 maar werd in 1996 opgeschort. In september 1998 werd de bouw om financiële redenen geheel stilgelegd. Het bouwterrein werd ontmanteld en pas tien jaar later werd de bouw hervat. De tunnels vanaf Sjipilovskaja naar het zuiden werden geboord met een tunnelboormachine. Ten zuiden van Zjablikovo werden vier kopsporen met een kruiswissel gebouwd waar de metro's kunnen keren. Het oostelijke van deze sporen heeft tevens aansluiting op een verbindingsspoor naar Alma-Atinskaja en depot Bratejevo aan de Zamoskvoretskaja-lijn. In het voorjaar van 2011 werd het gewelf van Krasnogvardejskaja doorbroken en begon de bouw van een loopbrug en een verbindingsgang tussen de beide stations. Op 25 november 2011 werd het traject ten zuiden van Marino opgeleverd en reed de eerste testmetro naar Zjablikovo. Vanaf 30 november 2011 reden alle metro's vanaf Marino zonder reizigers door naar de keersporen. Het station werd op 2 december 2011 als 185e station van de Moskouse metro geopend.

## Ligging en inrichting
Het station ligt ten oosten van de Orechovi Boelvar ten zuiden van de kruising met de Oelitsa Jasenevaja op de grens van de rayons Zuid Orechovo-Borisovo en Zjablikovo. Het station is gebouwd in een 14,3 meter diepe kuip die aan de bovenkant is afgedicht. Boven het dak is het terrein weer opgevuld tot maaiveld niveau. Het dak wordt gedragen door dwarsbalken in boogvorm op 9.35 meter boven de sporen. Hiermee is het, na Komsomolskaja, de een na hoogste hal van de Moskouse metro. Net als bij Komsomolskaja liggen hier balkons boven de sporen, in dit geval worden de balkons gebruikt voor de overstappers van en naar Krasnogvardejskaja. De overstapverbinding ligt een verdieping onder de noordelijke verdeelhal die zelf rechtstreeks via drie roltrappen en een lift met het perron verbonden is. Het perron is met vaste trappen met de balkons verbonden. Ten behoeve van het onderhoud van onder andere de verlichting zijn er tussen de bogen en het dak ook dienstbalkons gebouwd. De hele kuip is gemaakt uit ter plaatste gegoten gewapend beton en is licht gebogen met een straal van 1500 meter.

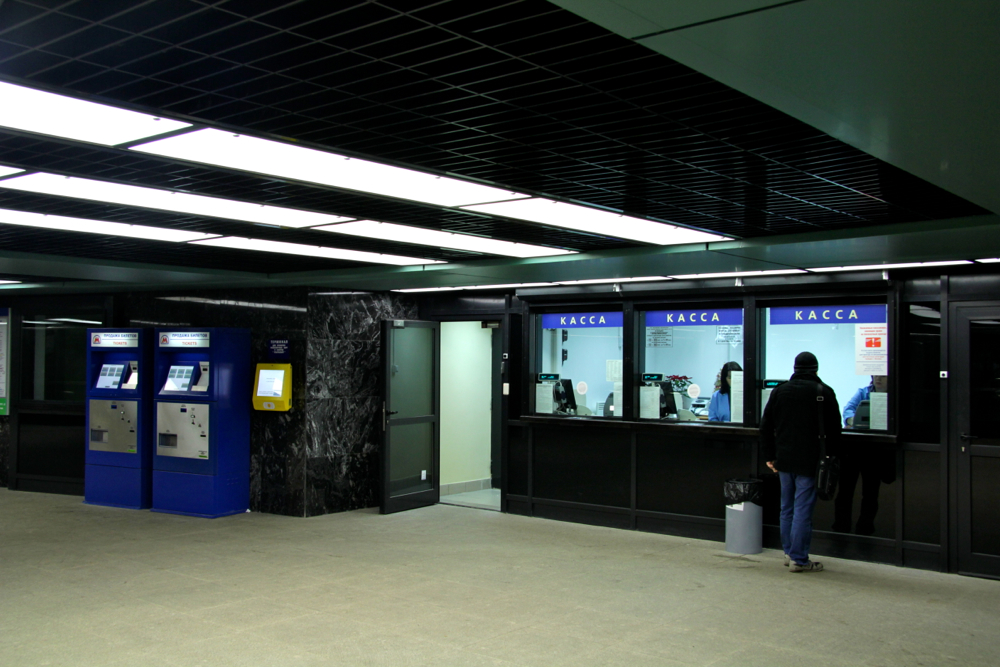
De kaartverkoop
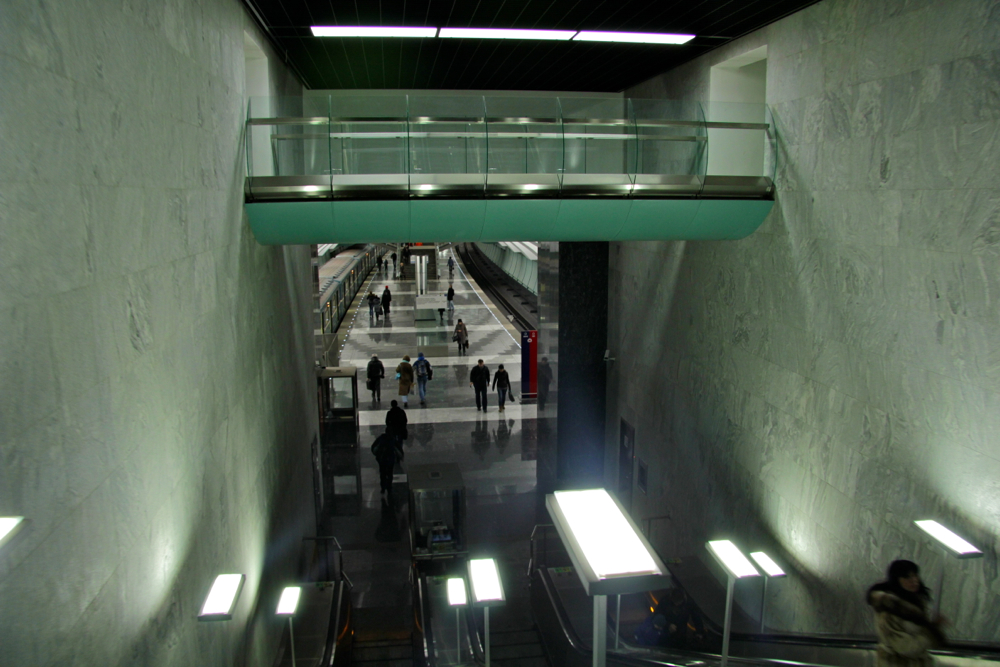
De roltrappen tussen de noordelijke verdeelhal en het perron
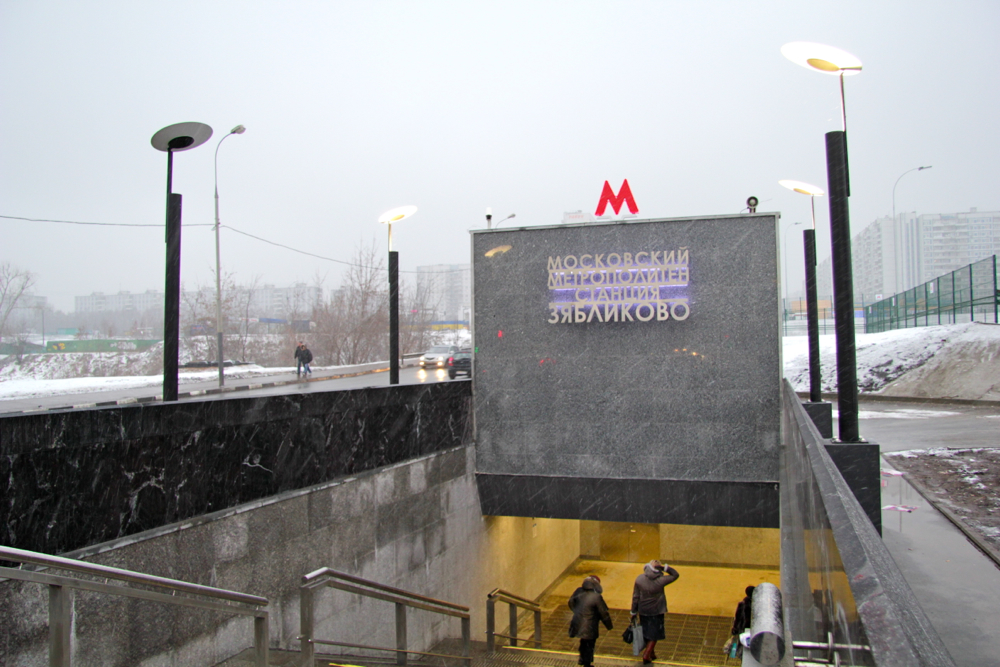
De zuidelijke toegang

De noordelijke verdeelhal ligt in de zuidoost hoek van het kruispunt en heeft uitgangen aan weerszijden van de Oelitsa Jasenevaja en een lift voor rolstoelgebruikers. De zuidelijke verdeelhal heeft slechts een uitgang met een vaste trap aan de oostzijde van de Oelitsa Jasenevaja in de richting van de Voronezjkaja Oelitsa.

## Reizigersverkeer
Het station is ook overstappunt op de Zamoskvoretskaja-lijn via station Krasnogvardejskaja. De overstappers maken gebruik van de balkons die met vaste trappen met het perron zijn verbonden. Deze balkons zijn aan de noordkant verbonden met een doorgang naar het midden van het perron van Krasnogvardejskaja waar met trap of lift het perron bereikt wordt. Rolstoelgebruikers kunnen via de verdeelhal van Zjablikovo en de lift naar de doorgang ook het perron van Krasnogvardejskaja bereiken. Door de plaatsing van de liften is het voor rolstoelgebruikers echter niet mogelijk om van het ene naar het andere perron te gaan zonder door de verdeelhal en daarmee door de poortjes te moeten. De eerste metro vertrekt op even dagen om 5:59 uur, op oneven dagen is dit 5:40 uur.